# Stand-Up! Records
Stand-Up! Records（スタンドアップ・レコーズ）は、株式会社エムファイブが展開するレコードレーベル。
株式会社MAGES.の「5pb.Records（後のMAGES.MUSIC）」のサブレーベルとして設立され、2024年8月に事業譲渡された。

## 概要
2014年2月、MAGES.代表（当時）兼プロデューサーの志倉千代丸によるアイドルの活動と将来を全面的にバックアップすることをコンセプトとし、アイドル卒業後はMAGES.関連企業への就職をサポートした新アイドルプロジェクト「Stand-Up! Project」と同時に立ち上げられた、ゲームやアニメなどのタイアップを中心に真の2.5次元アイドルを送り出していく方針のアイドルレーベル。
2024年8月に志倉が代表を務める株式会社エムファイブにMAGES.から吸収分割で事業承継した。

## Stand-Up! Project
『Stand-Up! Project』立ち上げに際し掲げられたコンセプトは｢就職出来るアイドル｣。新ユニット結成の全国オーディションや、新レーベル設立、さらに将来アイドルとして活躍し、卒業を迎えたとしてもMAGES.の関連企業に就職できる、というこれまでにないバックアップ体制が特徴的な試みとなっている。過去にカフェ＆レストランチェーン『アフィリアグループ』からアイドルユニット「アフィリア・サーガ」を生み出し、アイドル育成カフェ『AKIHABARAバックステージpass』をプロデュースしてきたMAGES.が、アイドルの将来の不安を少しでも減らしたいという願いのもと、さらに前へと踏み出したプロジェクト。

## 所属アーティスト
- 純情のアフィリア（アミュレート所属。「アフィリア・サーガ」時代に5pb.RecordsからMAGES.グループ内移籍。MAGES. MUSIC（旧5pb.Records）所属としてもHPに掲載されている。）
- ピュアリーモンスター（MAGES. MUSIC（旧5pb.Records）所属としてもHPに掲載されている。）
- エラバレシ（AKIHABARAバックステージpass選抜ユニット。MAGES. MUSIC（旧5pb.Records）所属としてもHPに掲載されている。）
- Next☆Rico （改名前はStand-Up!Next!）
- Baby'z Breath
- ユカフィン（アフィリア・サーガ元メンバー。イケてるハーツのプロデューサー。）
- もえのあずき（アミュレート所属。エラバレシの元メンバー。）
- 青海マホ（純情のアフィリア元メンバー。Next☆Ricoのプロデューサー）
- Crera

過去の所属アーティスト
- アイドルカレッジ - ドリーミュージックから移籍、2019年まで5pb.Records所属→2019年にTARO☆Recordsへ移籍。
- 青SHUN学園 - 所属事務所のレーベル（ダイキサウンド経由）に移籍。
- イケてるハーツ - MAGES. MUSIC（旧5pb.Records）所属としてもHPに掲載されている。2023年1月21日解散。
- Pretty Ash（AKIHABARAバックステージpass選抜ユニット。）- 2023年2月25日解散。
- READY TO KISS - キングレコード（講談社グループ）→Prime Minister Recordsに移籍。
- 女塾オールスターズ - 元SDN48の浦野一美・光上せあら・穐田和恵、当時アフィリア・サーガのミク・ドール・シャルロット（現：天月ミク）、当時アキシブprojectの荒川優那・船木沙織など12名で結成されたインターネット番組「抜け駆け！女塾」発の女性アイドルグループ。プロデューサーはお笑いコンビ2700の八十島。デビューシングルがオリコン10位以内に入らなかった為解散[3]。
- 優希クロエ（純情のアフィリア元メンバー）
- 寿春歌（元バクステ外神田一丁目、Pretty Ash）